# Gare de Jœuf
Gare de Jœuf vasútállomás Franciaországban, Jœuf településen.

## Vasútvonalak
Az állomást az alábbi vasútvonalak érintik:
- Saint-Hilaire-au-Temple-Hagondange-vasútvonal

## Kapcsolódó állomások
A vasútállomáshoz az alábbi állomások vannak a legközelebb:
- Gare d’Homécourt
- Gare de Moyeuvre-Grande